# امبیکاپور، بنگلادش
امبیکاپور، بنگلادش (به لاتین: Ambikapur, Bangladesh) یک منطقهٔ مسکونی در بنگلادش است که در استان باریسال واقع شده‌است.